# City of Thorns: Nine Lives in the World's Largest Refugee Camp
City of Thorns: Nine Lives in the World's Largest Refugee Camp (Orașul spinilor: nouă vieți în cea mai mare tabără de refugiați din lume) este o carte biografică cu date istorice scrisă de autorul și jurnalistul englez Ben Rawlence și publicată în 2016 de Editura Picador în Marea Britanie și Thorndike Press în SUA. Cartea cuprinde povestirile a nouă oameni care trec prin Dadaab, cea mai mare tabără de refugiați din lume, care găzduiește aproximativ 350.000 de persoane (deși numărul exact este necunoscut și controversat).

## Structură
Tema centrală a cărții poate fi rezumată în ideea că „în chintesență, să fii refugiat nu se referă atât la mișcare, cât la sentimentul de a te găsi blocat, fizic și psihologic, individual și colectiv.”
Tabăra Dadaab se află la granița dinte Kenya și Somalia și a fost înființată în 1992 pentru a găzdui aproximativ 90.000 de refugiați din războiul civil. De atunci s-a transformat într-un mare oraș în deșert, unde se nasc generații întregi de refugiați somalezi și unde majoritatea acestora vor și muri.
De-a lungul cărții, sunt prezentate diferite personaje, precum Guled, un băiat care a crescut în Mogadiscio în timp de război, apoi a fost răpit și a evadat din Al Shabaab (o organizație teroristă extremistă). Un alt personaj este Nisho, născut pe când părinții lui fugeau din Somalia în 1991. Muna este o tânără isteață care a beneficiat de școlarizarea gratuită oferită în tabără. Voința ei puternică și educația au ajutat-o să sfideze rigorile clanului ei. „Tocmai prin poveștile lor individuale, prin eforturile lor de a duce o viață tolerabilă, de a-și găsi o slujbă, de a avea copii, de a rămâne sănătoși, și-a construit Rawlence remarcabila carte.”

## Receptare critică
Potrivit recenziei din The Guardian, City of Thorns este o „carte remarcabilă, o reamintire oportună că marea majoritate a populației de refugiați din întreaga lume nu va ajunge niciodată să vadă țărmurile europene”.
Într-un articol scris de Caroline Moorehead în New York Times, cartea este considerată „un portret profund tulburător și deprimant al violenței, sărăciei, fricii, sentimentului de deznădejde și abandon în care trăiesc acum un mare număr dintre cei 60 de milioane de strămutați forțat."
Asociația de Politică Externă a recomandat cartea pentru programul „Marile Decizii” din primăvara anului 2019 privind refugiații și migrația globală.